# Ворожнеча Дрейка і Кендріка Ламара
Канадський репер Дрейк та американський репер Кендрік Ламар перебувають у реп-ворожнечі з 2013 року, коли Дрейк відповів на куплет Ламара у пісні «Control» репера Big Sean. Ворожнеча загострилася 2024 року після пісні «Like That» за участі Ламара.
Репери почали співпрацю на вигідних умовах у 2011 році. Проте 14 серпня 2013 року Ламар розкритикував багатьох реперів, зокрема і Дрейка, в пісні «Control», але заявив, що його куплет був «дружнім змаганням». Протягом наступного десятиліття Дрейк і Ламар заперечували припущення про те, що критикували одне одного в різних піснях. 2023 року в пісні «First Person Shooter» Дрейка та репера J. Cole, останній заявив, що він, Дрейк та Ламар були «великою трійкою» сучасного хіп-хопу; у березні 2024 року в пісні «Like That» Ламар відкинув ідею великої трійки, заявивши, що «є тільки великий я».
У квітні 2024 року J. Cole відповів, розкритикувавши Ламара в епізоді «7 Minute Drill», потім Дрейк розкритикував Ламара в «Push Ups» і «Taylor Made Freestyle». 30 квітня Ламар відповів Дрейку в пісні «Euphoria», а 3 травня — у «6:16 in LA». Пізніше, 3 травня, Дрейк випустив альбом Family Matters, де звинувачував Ламара в домашньому насильстві та заявив, що біологічним батьком сина Ламара є його колега, музичний продюсер Дейв Фрі. Через 20 хвилин Ламар випустив пісню «Meet the Grahams», де звинуватив Дрейка в сексуальних домаганнях (включно з торгівлею людьми в сексуальних цілях), намовляннях на власну сім'ю й таємному батьківстві другої дитини; раніше репер Pusha T в треку 2018 року зізнався, що у Дрейка є таємний син на ім'я Адоніс. 4 травня у «Not Like Us» Ламар звинуватив Дрейка у педофілії, а наступного дня останній випустив «The Heart Part 6», у якому спростував звинувачення Ламара та стверджував, що інформація про другу дитину неправдива.
У січні 2025 року Дрейк подав клопотання, а потім до суду на Universal Music Group (UMG) — звукозаписний лейбл, до якого входить він сам і Ламар — до Південного окружного суду Нью-Йорка за випуск «Not Like Us», стверджуючи, що пісня є наклепницькою та що UMG просувала її незаконними методами. Того ж року Дрейк також згадував ворожнечу в пісні «Fighting Irish Freestyle»; а Ламар отримав п'ять премій «Греммі» за «Not Like Us» (включно з «Піснею року») і виконав її та «Euphoria» на Супербоулі LIX.
Коментатори або хвалили ворожнечу за її видовищність та підтримку культурної актуальності хіп-хопу, або критикували обох артистів за те, як вони висували звинувачення щодо одне одного та реагували на них.

## Хронологія пісень
| Дата            | Виконавці                            | Пісня                           | Коментарі |
| --------------- | ------------------------------------ | ------------------------------- | --- |
| 6 жовтня 2023   | Дрейк і J. Cole                      | «First Person Shooter»          | J. Cole називає Ламара, Дрейка та себе «Великою трійкою» хіп-хопу, що спонукало Ламара відповісти. |
| 22 березня 2024 | Future, Metro Boomin і Кендрік Ламар | «Like That»                     | Ламар відкидає ярлик «Великої трійки», стверджуючи про свою перевагу над J. Cole та Дрейком. |
| 19 квітня 2024  | Дрейк                                | «Push Ups»                      | Дрейк стверджує про свою стійкість та домінування в індустрії, відкидаючи заявлену художню автентичність Ламара. |
| 19 квітня 2024  | Дрейк                                | «Taylor Made Freestyle»         | Дрейк використовує маніпуляції тембром за допомогою штучного інтелекту, імітуючи Тупака Шакура та Snoop Dogg, щоб змусити Ламара відповісти; пізніше трек видалили з усіх платформ під загрозою судового позову з боку спадкоємців Шакура. |
| 30 квітня 2024  | Кендрік Ламар                        | «Euphoria»                      | Ламар атакує автентичність та особистий імідж Дрейка. |
| 3 травня 2024   | Кендрік Ламар                        | «6:16 in LA»                    | Ламар продовжує ставити під сумнів характер Дрейка та його внесок у хіп-хоп і припускає, що в OVO Sound є «кроти» у команді Дрейка. |
| 3 травня 2024   | Дрейк                                | «Family Matters»                | Дрейк звинувачує Ламара у домашньому насильстві щодо його нареченої та стверджує, що батьком дитини Ламара є його головний менеджер Дейв Фрі.                                                                                              |
| 3 травня 2024   | Дрейк                                | «Buried Alive Interlude, Pt. 2» | Це був короткий пародійний ремікс на пісню «Buried Alive Interlude» з альбому Дрейка Take Care, в якому звучав куплет Ламара, і який Дрейк вперше опублікував у своєму Instagram як рекламу для альбому Family Matters.                    |
| 3 травня 2024   | Кендрік Ламар                        | «Meet the Grahams»              | Ламар, звертаючись до кожного члена родини Дрейка, стверджує, що у Дрейка є таємна донька, яку він покинув, і що він є сексуальним хижаком.                                                                                                |
| 4 травня 2024   | Кендрік Ламар                        | «Not Like Us»                   | Ламар стверджує, що Дрейк — педофіл і керує мережею сексуальної торгівлі разом із членами OVO Sound, а також атакує його статус у хіп-хопі, називаючи «колонізатором».                                                                     |
| 5 травня 2024   | Дрейк                                | «The Heart Part 6»              | Дрейк заперечує, що є сексуальним хижаком, стверджує, що історія про його нібито таємну доньку — це вигадка, яку підкинули Ламару, і у відповідь звинувачує самого Ламара в насильстві над нареченою.                                      |